# Haemagogus
Os mosquitos do gênero Haemagogus, pertencentes à família Culicidae, são de hábitos silvestres, picando no solo e na copa das árvores. As fêmeas, após sugar sangue, depositam seus ovos nas paredes de ocos de árvores e de bambus cortados; estes ovos são aderidos à superfície. Ao serem submergidos pela água da chuva, as larvas eclodem e se desenvolvem rapidamente. De forma diferente do que ocorre com Aedes aegypti e Aedes albopictus, parte dos ovos eclodem após várias submersões, o que faz com que os descendentes de um lote de ovos desenvolvam-se em grupos, por um longo período, de vários meses. Alguns mosquitos de espécies deste gênero são vetores de vírus de febre amarela silvestre. Como estes mosquitos em geral têm vida longa e ocorre transmissão do vírus da mãe para os seus filhos, eles podem manter o vírus por períodos longos. Ocorrem principalmente no norte da América do Sul e na América Central, mas há várias espécies em áreas com florestas, em várias áreas do Brasil, até o Rio Grande do Sul, onde recentemente Haemagogus leucocelaenus foi encontrado infectado com vírus de febre amarela, e no norte da Argentina. Várias das espécies do gênero têm o corpo coberto de escamas planas e de cor metálica, o que lhes dá um aspecto muito peculiar.

## Espécies
- Haemagogus acutisentis Arnell, 1973
- Haemagogus aeritinctus Galindo & Trapido, 1967
- Haemagogus albomaculatus Theobald, 1903
- Haemagogus anastasionis Dyar, 1921
- Haemagogus andinus Osorno-Mesa, 1944
- Haemagogus argyromeris Dyar & Ludlow, 1921
- Haemagogus baresi Cerqueira, 1960
- Haemagogus boshelli Osorno-Mesa, 1944
- Haemagogus capricornii Lutz, 1904
- Haemagogus celeste Dyar & Nunez Tovar, 1926
- Haemagogus chalcospilans Dyar, 1921
- Haemagogus chrysochlorus Arnell, 1973
- Haemagogus clarki Galindo & Carpenter, 1952
- Haemagogus iridicolor Dyar, 1921
- Haemagogus janthinomys Dyar, 1921
- Haemagogus leucocelaenus Dyar & Shannon, 1924
- Haemagogus leucophoebus Galindo & Carpenter, 1952
- Haemagogus leucotaeniatus Komp, 1938
- Haemagogus lucifer Howard, Dyar & Knab, 1912
- Haemagogus mesodentatus Komp & Kumm, 1938
- Haemagogus nebulosus Arnell, 1973
- Haemagogus panarchys Dyar, 1921
- Haemagogus regalis Dyar & Knab, 1906
- Haemagogus soperi Levi-Castillo, 1955
- Haemagogus spegazzinii Brethes, 1912
- Haemagogus splendens Williston, 1896
- Haemagogus tropicalis Cerqueira & Antunes, 1938